# Камен у бубрегу
Камен у бубрегу, бубрежни калкулус-конкремент или нефролитијаза појава је чврстих или трошних накупина (агломерација) кристала растворених минерала у мокраћи, које се стварају у бубрежној карлици, чашицама и паренхиму бубрега. Могу да варирају по облику и величини, од малих кристала величине зрна песка, до камења величине лоптице за голф. На процес формирања камена у бубрегу могу да утичу социо-економски, генетички и конституционални чиниоци.
Ова болест се јавља још од постанка човечанства, код становништва свих географских подручја, етничких група и у свим животним добима. Најчешће се појављује између треће и шесте деценије живота и више код мушкараца, него код жена.
Камен у бубрегу обично спонтано напушта тело измокравањем. Међутим, ако достигне пречник од више милиметара, долази до зачепљења у мокраћоводу (уретеру) и застоја у излучивању мокраће из бубрега, што може да изазове јаке болове (бубрежну колику) у горњем делу трбуха и препони, на страни на којој је дошло до зачепљења, као и друге симптома, са преваленцом од 40 до 10%.

## Терминологија
Уролитијаза
Је процес формирања каменаца у мокраћном систему. Реч уролитијаза изведена је из речи (лат. „urina”, мокраћа) и (грч. речи „lithos”, камен, што би значило уринарни (мокраћни) камен).
Нефролитијаза
Је појам којим се означава процес формирања каменаца у бубрезима. Реч нефролитијаза изведена је из.
Ренални (бубрежни) калкулус
Назив калкулус се као називи такође користе у медицинској пракси за камен у бубрегу. Реч „калкулус” изведна је из.

## Историја
Постојање камена у бубрегу први пут је забележено пре више хиљада година, а вађење камена позната је као једна од најстаријих хируршких процедура. То потврђује откриће (из 1901. године у Ел Амраху, Египат), камена у карлици код древне египатске мумије из 4800. п. н. е. Медицински текстови из древне Месопотамије, Индије, Кине, Персије, Грчке и Рима такође наводе појаву камена у бубрегу и мокраћном систему.
У сачуваним списима Хипократа, Галена, Целза, Аретеја и њихових следбеника постоје записи о каменцима у бубрегу и начинима лечења. Хипократ јасно истиче бубрежну колику код каменаца као ...бол која започиње у бубрегу или у бубрежном пределу и шири се према мошници (скротуму)... Хипократ препоручује, у почетку болести локалну примену топлоте, а када нестане оток саветује инцизију до бубрега ...да се испразни гној, затим обилно давање средстава за измокравање у циљу избацивања песка. Највероватније је и сам Хипократ вршио инцизије, док је дробљење камена у мокраћној бешици бранио лекарима, што се види из његове заклетве, и препуштао је то вештацима.
Арапски лекари из 11. века, посебно Авицена и Серапион, први спомињу могућност вађења бубрежних камена лумбалним резом; и наводе ...да у њихово доба неки то раде, али они то не препоручују због велике опасности по живот болесника.
Први непоуздани подаци о оперативном вађењу бубрежног камена потичу из 1474. То је позната операција на француском стрелцу из Багнолета. Најавероватније је да се у овом раздобљу у суштини нису вршиле операције на самом бубрегу због вађења камена већ се у таквим случајевима радило о отварању перибубрежног апсцеса, који је понекад садржавао бубрежни камен . Наиме отварајући апсцес средњевековни лекари су мислили да камен настаје у гнојној врећи иза бубрега, па отварајући апсцес они су „успут извадили и камен”. Дакле годинама су то биле инцизије и нефротомије код којих се...случајно нашао који камен... па је тако и уклоњен.
Нове технике у вађење камена почеле су да се примењују почетком 1520, али је и даље су операција била ризична. Након америчког хирурга (Henry Jacob Bigelow 1818—1890), који је популаризовао нову технику одстрањивања камена 1878. године, стопа смртности пала је са око 24% на 2,4%. Међутим, друге технике лечења биле су и даље праћене високим нивоом смртности, посебно оне примењене од стране неискусних уролога.
До 1980. каменци у мокраћном систему су били један од основних здравствених проблема, са великим бројем болесника који су лечени инвазивним хируршким процедурама. Године 1980, фирма „Дорније Медицинска техника”, прва је увела у лечење екстракорпоралну литотрипсију или разбијање камена у мокраћном систему уз помоћ акустичких импулса. Ова техника је убрзо ушла у широку употребу.
Појавом методе засноване на дезинтеграцији каменаца (екстракорпоралне ударноталасне литотрипсије) и усавршавањем ендоскопске хирургије, морбидитет повезан са стварањем каменаца у бубрегу је смањен, али са друге стране, напредак у медицинском третману негативно је утицао на то да се данас придаје мања пажње превенцији камена у мокраћном систему.
Историјске личности са каменом у бубрегу
Познатији људи, кроз историју, који су током живота боловали од бубрежних каменаца били су Наполеон I Бонапарта, Наполеон III Бонапарта, Петар Велики, Луј XIV Џорџ IV, Оливер Кромвел, Микеланђело Буонароти, Бенџамин Франклин, Френсис Бекон, Исак Њутн, Џорџ Елиот, Џејмс Вулф, Иноћентије XI, Самјуел Папс, Вилијам Харви, Херман Боле, Антонио Скарпа, Линдон Џонсон и многи други.
- Неке од историјских личности код којих је дијагностикован камена у бубрегу
- Наполеон I
- Петар Велики
- Френсис Бекон
- Исак Њутн
- Вилијам Харви

## Анатомија
Број и величина
Бубрег је парни орган који излучује мокраћу. Код одраслих особа, његова тежина износи око 120–200 грама, дужине је око 11, ширине око 5, а дебљине око 3 cm.
Положај
Бубрег је смештен иза трбушне марамице. Његова горња трећина лежи на пречаги, на граници горње и средње трећине трбушне дупље, укосо у односу на XII ребро, док је хилус или удубљење бубрега, када је особа у лежећем положају, у висини II лумбалног или слабинског пршљена. Уздужна (вертикална) осовина бубрега положена је косо тако да су горњи полови ближе од доњих, а десни бубрег у трбушној дупљи лежи нешто ниже од левог.
Грађа
На попречном пресеку бубрег од врха до дна, макроскопски се могу уочити две карактеристичне зоне: спољашња зона или кора (лат. cortex renis) и унутрашња зона или срж (лат. medulla renis). Кора је тамније боје и има зрнасту структуру, срж је пругаста и светлија.
Срж гради бубрежне или Малпигијеве пирамиде, чија база је окренута према горе, а врх према хилусу (удубљењу бубрега). Изданци кортикалне материје спуштају се до хилуса у виду пругастих структура или медуларних зрнаца (Ферајнове пирамиде). Бубрежна пирамида, са делом кортикалне материје који је изнад ње, чини лобус (режањ) или ренулус. У бубрегу одрасле особе налази се 10–20 ренула. Врхови пирамида (папиле) садрже тзв. решеткасто поље са 10–20 папиларних отвора, путем којим се мокраћа из сржи излива у мале бубрежне чашице (лат. calyces renales minores). Спајањем две-три мале чашице настају велике бубрежне чашице (лат. calyces renales majores), а оне се отварају у бубрежну карлицу и мокраћовод.
Кора се дели на две зоне, од којих се радијална део (лат. pars radiata) наставља на базу пирамиде и садржи равне каналиће, који долазе из пирамида, а преостали горњи део коре је конвулта (лат. para convulta), која садржи гломеруле (Малпигхијева телешца) и завијене каналиће. Од супротног пола гломерула (уринарни пол) одлазе бубрежни каналићи, који се деле; на завијене каналиће I реда (проксималне каналиће), Хенлеове петље; завијене каналиће II реда (дисталне каналиће) и одводне каналиће. Ти каналићи заједно с гломерулима чине нефрон.
Нефрон (лат. nephron) је основна морфолошка и функционална јединица бубрега. Сваки бубрег се састоји од преко милион нефрона и сваки од њих може потпуно самостално да ствара мокраћу. Човек може да живи док му је функционална барем 1/3 нефрона.
Бубрег се састоји од 1–4.000.000 нефрона, који анатомско хистолошки гледано чине:
- Бубрежно телашце, корпускул или почетни део нефрона. То је формација лоптастог облика, дијаметра око 200μm која се састоји од гломерула и Боуманове капсуле). Боуманова капсула изграђена од два листа. Спољашњи или паријетални лист капсуле ограничава бубрежни корпускул и одваја га од околног паренхима, а на васкуларном полу прелази у унутрашњи или висцерални лист. Интеркапсуларни простор налази се између два листа Бауманове капсуле, у који се филтрира примарна мокраћа (ултрафилтрат крви). Капилари гломерула су фенестрираног типа, без дијафрагме и 500 пута су пропустљивији од обичних соматских капилара.
- Каналићи нефрона или капсуларни проксимални завијени каналић и дистални завијени каналић, чија је функција активна ресорпција натријум хлорида (кухињске соли).[17] Проксимални каналићи се настављају на танки и дебели крак Хенлеове петље, која има важну улогу у концентрисању мокраће Проксимални каналићи су одговорни за реапсорпцију око 60% гломеруларног ултрафилтрата мокраће[17][16].
- Хенлеова петља (аnsa nephronii) која има облик латиничног слова U састоји се од 4 крака: 2 танка и 2 дебела која такође улазе у грађу нефрона - основне јединице бубрега. Хенлеова се петља се састоји од танког силазног сегмента, танког узлазног сегмента и дебелог узлазног сегмента. Танки силазни и узлазни сегмент грађени су од танког, метаболички слабо активног епитела без четкастих превлака. Дебели узлазни сегмент почиње не средини узлазног тока и има високи епител, врло метаболички активан у смислу реапсорпције натријума, хлорида и калијума (25% укупног филтрираног). Задржавајући натријум Хенлеова петља учествује у задржавању воде у организму.
- Одводни каналићи (tubuli renalis colligens), који одводе мокраћу до папила а одатле у мокраћовод.

Функција
Механизам стварања мокраће обухвата три фундаментална процеса: филтрацију, реапсорпцију и секрецију. Стварање примарне мокраће почиње филтрацијом велике количине течности (крви) из гломерулских капилара, кроз крвно-мокраћну мембрану, у Боуманову капсулу. Овај ултрафилтрат крви затим улази у систем тубула, где се одвија реапсорпција (враћање одређених супстанци из филтрата у крвоток) и секреција-излучивање (транспорт јона и других супстанци из крвотока у бубрежне тубуле). Као резултат настаје коначна мокраћа, која се преко мокраћовода (ureter) одводи из бубрега у мокраћну бешику.

## Епидемиологија
Сједињене Америчке Државе
Камен у бубрегу је изузетно честа болест. Тако је нпр. преваленца каменаца код мушкарце око 12% а код жене око 7% у САД, и непрестано расте. Око 30 милиона људи данас су у Сједињеним Америчким Државама у ризику од нефролитијазе. Око 2 милиона пацијената сваке године у САД амбулантно се јавља на лечење због камена у бубрегу, што је за око 40% више у односу на 1994.
Вероватноћа да ће амерички мушкарац беле расе оболети од камена у бубрегу у старости од 70 година износи 1:8. Појава каменаца у горњем делу уринарног тракта чешћа је у САД него у остатку света. Стопе рецидива после појаве првог каменца креће се 14%, 35% и 52% након 1, 5 и 10 година респективно.
Већа учесталости камена у бубрегу (која последњих година непрестано расте) у САД изгледа да је повезана са друштвено-економским статусом ове популације. Нижи економски статус, карактерише нижа вероватноћа развоја каменаца и обрнуто.
У другим деловима света, са нижим животним стандардом, развој камен у бубрегу има нижу преваленцу, уз истовремено вишу преваленцу каменаца у бешици.
Код особе црне расе учесталост каменаца бубрега је мања, него код особа беле расе. Људи који живе на југу и југозападу, чешће оболевају, него људи који живе у другим деловима Сједињених Држава. Зато се за југоисточни регион САД у коме се бележи значајан пораст инциденце каменаца бубрега, у литератури све чешће употребљава термин "камени појас".
Међународна статистика
Камен у бубрегу јавља се у свим деловима света. Инциденца болести уринарног тракта и камена у бубрегу у развијеним земљама је слична оној у Сједињеним Америчким Државама; годишња учесталост камена у уринарном тракту у индустријализованом свету, процењује се да је око 0,2% (у Европи око 0,5%). Камен у бубрегу се ретко јавља само у неколико области света као што су; Гренланд и приобална подручја Јапана. Животни ризик за појаву каменаца је од 2-5% у Азији, 8-15% на Западу, а 20% у Саудијској Арабији.
У земљама у развоју, калкулоза бешике је чешћа него калкулоза горњег уринарног тракта и бубрега, а супротно у развијеним земљама. Сматра се да су ове разлике узрочно повезане са начином исхране.
Старосна структура
Највиша учесталост бубрежних каменаца је у пацијената старости од 20 до 49 година. Иако се болест може јавити у било ком узрасту учесталост је највећа између 35 до 45 година старости. Рецидиви бубрежних каменаца најчешћи су код пацијената у другој или трећој деценији живота. Појава примарних бубрежних каменаца после око 50. године је релативно ретка.
Појава каменаца у бубрегу код деце је ретка. Нпр. само око 5–10 деце узраста од 10 месеци до 16 година годишње се јави референтним педијатријским установама у САД. Болест је најчешћа међу хоспитализованом децом. Помиње се учесталост од 1:1.000 до 1:8.000 болесника. У 30% оболеле деце она се испољи већ до друге године живота. Чињеница да трећина деце која имају камен оболи у првим годинама живота смањује улогу неких од фактора ризика за оболевање (исхрана, занимање, социјални статус, унос течности) а потенцира метаболичке разлоге.
Пол
У принципу, појава камена у бубрегу је чешћа у мушкараца (мушко женски однос је 3:1). То се објашњава дискретним метаболичким и хормонским разликама међу полова (напр. цистинурија, хиперпаратиреоидизам). Бубрежни каменци настали као последица инфекције мокраћних путева су чешћи код жена него код мушкараца. Такође болеснице имају већу учесталост заразом (инфекцијом) изазвана хидронефрозе.
Учесталост бубрежних каменаца код трудница упоредива је са општом женском популацијом у репродуктивном добу. Иако је распон година живота за појаву камена широк, код трудница камен у бубрегу јавља се код жена просечне старосте 26,6 година. Жене мултипаре су око три пута више осетљиве на уролитијазу него жене примипаре. У деведесет одсто трудница почетне уролитијазе је присутан током другог и трећег триместра. Током трудноће, већина бубрежних камења мигрира из бубрега наниже у уретер и често изазива уретералне опструкције у нивоу обода карлице. Лево-десна, једнострана појава камена јавља се са сличном фреквенцијом, а уретерално камење двоструко чешће је пореклом из бубрега.
Камен у бубрегу код деце оба пола подједнако је заступљен.
Расне разлике
Камен у бубрегу се далеко чешће јавља код азијата и белаца, него код Индијанаца, Африканаца, Афроамериканаца, и неких староседеоца региона Медитерана. Особе беле расе мушког пола, болест погађа три до четири пута чешће него Афроамериканце, иако се код Афроамериканаца уочава већа учесталост инфекције мокраћних путева. Неке расне разлике могу бити последица географских различитости, у којим живе поједине расе (напр. каменци су чешћи у топлим и сувим областима), али и начина исхране и наслеђа појединих раса. У регионима са подједнаком заступљеношћу становника беле и црне расе, болест је много чешћа код белаца.

## Етиологија
Већина истраживача сматра да бубрежни каменови настају као резултат физичко-хемијског дисбаланса у мокраћи, тј. као последица поремећене равнотеже између промотера и инхибитора кристализације у условима презасићености и промене киселости, pH мокраће. У основи стварања камена је процес кристализације у презасићеној мокраћи.
Зато се може рећи да камен у бубрегу настаје као резултат поремећене равнотеже између промотера (калцијум, оксалат, мокраћна киселина и цистин) чији је степен екскреције у мокраћи повећан и инхибитора (магнезијум, цитрат, пирофосфат и гликозаминогликан) чији је ниво или инхибиторни потенцијал у мокраћи снижен.
Овоме погодују удружена промена pH вредности и запремине мокраће, које доводе до повољних услова за стварање нових кристала, агрегата кристала и великих кристалних честица које у каснијем току прерастају у видљиве каменове.
Поред наведених чиниоца, на појаву камена у бубрегу утиче и присуство инфекције изазване микроорганизмима који разлажу уреју, поремећаји у морфологији мокраћног система (стенозе, дилатације, оштећења уротела) и поремећаји у протоку мокраће (стаза, рефлукс-враћање), који такође делују као фактори ризика за стварање камена или појаву његовог рецидива.
Почетни ситни, једва видљиви каменчићи, обично округластог облика, повећавањем обично попримају облик шупљине у којој се стварају, у виду одливака. Ако се у шупљини бубрега нађе више каменчића, њихове додирне стране су изглачане, а углови су заобљени (тзв. фасетирани каменови). Такав облик се добија зато што се нови слојеви стварају више на слободним деловима, него на додирним површинама. Каменови као чврсте творевине не подлежу реверзибилном растварању.
Изнето је више теорија (теорија кристализације, теорија матрикса и теорија инхибитора кристализације) које полазе од чињенице да је мокраћа засићени раствор, који се може разликовати у погледу чиниоца који у њој започињу процес стварања камена.
Бубрежни каменови могу бити различите величине, солитарани (појединачни) или мултипли (већи број), унилатерални (у једом бубрегу) или се могу истовремено или сукцесивно појавити у оба бубрега.
| ВРСТЕ КАМЕНОВА      | ПРОЦЕНАТ | УЗРОК |
| ------------------- | -------- | --- |
| Оксалатни каменови  | 75%-85%  | - Узрок: Хиперкалциурија, дехидрација, синдром иритабилног колона - Састав камена: Калцијум оксалат или калцијум оксалат помешан са калцијум фосфатом. |
| Струвити            | 10%-15%  | - Узрок: Хронична инфекција мокраћног система бактеријама које растварају уреју - Састав камена: Магнезијум - амонијум - фосфат                        |
| Уратни каменови     | 5%-8%    | - Узрок: Гихт - Састав камена: Мокраћна киселина |
| Цистински каменови  | 1-2%     | - Узрок: Цистинурија - Састав камена: Цистин |
| Ксантински каменови | <1%      | - Узрок: Ксантинурија - Састав камена: 2,8–дихидроксиаденин, ксантин и различити метаболити лекова (сулфонамиди, триметарен и индинавир).              |

Хистолошки и макроскопски каменови могу у бубрежном паренхиму направити исте промене као и пијелонефритис (запаљење бубрега) и хидронефроза (накупљање мокраће у бубрегу).
Присуство калцијума у бубрежном паренхиму означава се као нефрокалциноза, а депозити калцијума налазе се на тубуларним базалним мембранама и у интерстицијуму.
Патогенеза калцијумовог, фосфатног или оксалатног камења још није објашњена. Камење мокраћне киселине често је удружено са гихтом, што указује на исти етиолошки фактор. Некад се прво јавља гихт, некад гихту претходи бубрежна калкулоза.
Урични камен је најчешће састављен од мокраћне киселине и њених соли. Још је Гален (131-201. г.н.е.) посумњао на метаболичко порекло каменаца, док је Carl Wilegim Schele 1776. доказао присуство мокраћне киселине у бубрежним каменцима. Марцет је 1817. указао је на могућност лечења уричних каменаца алкалинизацијом мокраће.

### Предиспонирајући фактори[39][40][41]
| Предиспонирајући фактори                              | Механизми |
| ----------------------------------------------------- | --- |
| Животна доб                                           | - Појава камена у раном периоду живота (тј. испод 25 година старости) - Већина болесника је изнад средине животног доба. - Више од половине болесника прве знаке болести има између 31-50 година. |
| Пол                                                   | - Особе мушког пола оболева много чешће, нарочито од уратног камења. |
| Анатомске (морфолошке) промене (урођене и стечене)    | - Тубуларна актазиа (медуларни сунђерасти бубрег) - Морфолошке промене мокраћних путева праћене застојем мокраће (везико-уретерални рефлукс) - Стриктура уретера, карлично уретерална опструкција - Дивертикулоза бубрега - Уретерокела, Потковичасти бубрег Напомена: имају значајну улогу у стварању уратног камења и камења истог хемијског састава. |
| Физичка напрезања                                     | - Већа учесталост бубрежног камења уочена је у радника који раде тешким пословима у седећем или стојећем положају и који су изложени временским непогодама (највероватније због утицаја ортостатске протеинурије). |
| Исхрана и лекови                                      | - Намирницама сиромашним витамином »А« - Храна сиромашна у млеку и месу - Унос високих доза: калцијума, витамина , (у мегадозама > 4 g/дневно), сулфонамида, триметарена, индинавира, ацетазоламида |
| Хидронефроза                                          | - У којој није наступило веће оштећење бубрежног паренхима, има погодне услове за стварање камења. |
| Социјално-економски услови                            | - у развијенијим земљама света повећан је број болесника са уратним камењем бубрега. Оно се јавља у економски јачим слојевима, чија је исхрана богатија пуринима. - Све већи број седантерних послова |
| Дуже задржавање мокраће                               | - Због нередовног пражњења мокраћног система измокравањем у бубрежној карлици омогућава се таложење соли и стварање камења. - Због смањеног уноса течности (<1.200 мл/дан) доприноси стварању камења у мокраћном систему |
| Инфекција                                             | - Ствара погодне услове за таложење соли мењањем хемијске реакције мокраће; извесне бактерије својим ензимима разлажу уреју у амонијак и угљен-диоксид. Реакција мокраће онда нагиње ка алкалној, чиме се смањује растворљивост фосфата. - Поред тога, амонијак са везује у амонијум-карбонат, који се једини са фосфатима и солима магнезијума, стварајући нерастворљиве амонијум-магнезијум-фосфатне каменце (струвите). - У случајевима пијелитиса смањује се диуреза, а настаје и препрека за отицање мокраће динамичког и запаљењског порекла због атоније уретера. |
| Дуготрајна имобилизација (мировање)                   | - Напр. код нервних болести, прелома костију, туберкулозе зглобова и костију, доводи до појачане калциурија и повећане склоности за стварање камења. |
| Болести праћене повећаним стварањем мокраћне киселине | - Чест су узрок стварања уратног камења: леукемија, полицитемија, лимфоми, нарочито у току лечења ових болести када се разара велики број ћелијских једара нуклеопротеина. - Код болесника са уратним артритисом камен настаје услед презасићености мокраће и серума мокраћном киселином. - Удружене болести: хиперпаратиреоидизам, хипертиреоза, ренална тубуларна ацидоза, Кронова болест, јејуно-илеални бајпас, стања малапсорпције, саркоидоза |

## Патофизиологија
Каменци у бубрегу настају због нарушавања деликатне равнотеже у самом мокраћном систему. Задатак бубрега је да излуче велику количину слабо растворљивих супстанци и да истовремено задрже у организму максималну количину воде. Уколико се у мокраћи поремети равнотежа растворених супстанци долази до њихове кристализације и стварања бубрежног камења (нефролитијазе).
Бубрези морају да чувају воду али и да излучују супстанце које су у њој слабо растворљиве. Ова два супротна захтева морају да буду избалансирана у току прилагођавања организма на различиту исхрану, климатске услове и физичку активност. Чињеница је да је овај проблем умањен због присуства инхибитора кристализације калцијумских и осталих соли у мокраћи које са калцијумом стварају растворљиве комплексе. Међутим, у случајевима када мокраћа постане презасићена са нерастворљивим супстанцама било због превеликог излучивања или због израженог задржавања воде, формирају се кристали, који могу да нарасту и прерасту у камен.
До данас је изнето више теорија о патофизиологији развоја камена у бубрегу (теорија кристализације, теорија матрикса и теорија инхибитора кристализације) које полазе од заједничке чињенице да је мокраћа засићени раствор који се разликују у погледу чиниоца који започиње процес стварања камена

### Теорија кристализације
У развоју бубрежних каменаца суперсатурација (хиперконцентрацији) је та која погодује нагомилавању појединих састојака мокраће. Како мокраћа пролази кроз бубрег она постаје све концентрованија. Када њена концентрација постане толико велика, да соли калцијума, мокраћне киселине оксалата и других хемикалија растворени у мокраћи могу да кристалишу формира се камен у бубрегу и другим деловима мокраћног система.
| Врста камена                 |           | Налаз у мокраћи    |
| ---------------------------- | --------- | ------------------ |
| Цистински                    | Кисео     | ↑Цистин            |
| Уратни                       | 5 - 5,5   | ↑Мокраћна киселина |
| Калцијум-фосфатни            | > 6,6     | ↑ Ca, ↑PO4         |
| Калцијум-оксалатни           | 5,6 - 6,5 | ↑ Ca, ↑ оксалати   |
| Магнезијум-амонијум фосфатни | > 7,2     | ↑ Mg, ↑ NH4, ↑ PO4 |

Кристали или страна тела (напр. епителске ћелије или накупине бактерија) могу да делују као иницијално језгро, на која се таложе јони из суперсатурисане (хиперконцентрацији) мокраће у облику микроскопских структура кристала. Највећи број овако створених бубрежних каменаца садржи калцијум. Каменци настали из кристала мокраћне киселине, са другим „загађујућим” јонима или без њих, чине највећи део преосталог (мањег) броја каменаца. Остале врсте каменаца као што су цистински, уратани, ксантински, дихидроксиаденински, и други (напр. они повезани са употребом лекова) су јако ретки.
Суперсатурација мокраће је вероватно главни и основни узрок за настанак каменаца из мокраћне киселине и цистина, док појава на солима калцијума заснованих каменаца (нарочито калцијум оксалатних) може имати сложенију етиологију.

### Теорија матрикса
Еван и сарадници недавно су предложили овај модел стварања камена на основу бројних доказа неколико лабораторија. По њима он је највероватније одговоран за настанак каменаца калцијум оксалата, таложењем материјала калцијум фосфат у бубрежним папилама, или тзв Рендаловим плочама (које се увек састоје од калцијум фосфата).
Калцијум фосфат се таложи у подножју танке мембране, Хенлеове петље бубрега, потом еродира у интерстицијум, а затим акумулира у субепителијалном простору бубрежних папила. Субепителијални депозити, који су одавно познати као Рандалове плоче, на крају се имплантирају кроз папиларни уротелијума. Камена матрица, калцијум фосфат као и калцијум оксалата постепено ствара депозитну подлогу идеалну за даље стварање мокраћних каменаца.

### Теорија инхибитора кристализације
Како још увек нису потпуно јасни механизми који учествују у патогенези калкулозе мокраћног система настала је и трећа (прва две имају историјски значај) теорија инхибитора кристализације.
Према теорији инхибитора кристализације стварање каменаца последица је одсуства, смањене количине и/или смањеног потенцијала инхибитора кристализације у мокраћи. У овој теорији лежи објашњење зашто се и у стањима презасићености мокраће, карактеристичним за одређене поремећаје метаболизма и транспорта јона (идиопатска хиперкалциурија, хиперцистинурија, хиперпаратиреоидизам) не стварају нови агрегати кристала, нити долази до раста постојећих. Мокраћа поседује снажне инхибиторе нуклеације, раста и агрегације за калцијум-оксалат и калцијум-фосфат али не и за мокраћну киселину, цистин и струвите. физиолошки инхибитори који су нормално присутни у мокраћи могу бити органске и неорганске природе.
| Органски физиолошки инхибитори                                       | Неоргански физиолошки инхибитори (супстанце мале молекулске масе)                            |
| -------------------------------------------------------------------- | -------------------------------------------------------------------------------------------- |
| - Цитрат - Макромолекуларни гликозаминогликан - Кисели гликопротеини | - Пирофосфат - Магнезијум - Цинк, берилијум, бакар, стронцијум, молибден (елементи у трагу). |

## Састав каменаца
Бубрежно камење се састоји од матрикса (језгра), једног комплексног мукопротеина, и од минерала калцијума, магнезијума, оксалата, фосфата, мокраћне киселине и цистина. У земљама западне хемисфере Земље каменци се углавном састоје од соли калцијума, мокраћне киселине и цистина. Најчешћи су калцијумски каменци који чине око 75% свих каменаца а састављени су од кристала калцијум-оксалата и/или калцијум-фосфата. Међу некалцијусмким каменцима најчешћи су уратни, струвитни (Mg-NH4-PO4) и цистински, а ретко каменци од 2,8-дихидроксиаденина или силиката.
Калцијум оксалатно камење
Чини око 75% свих каменаца. То је најчешћи тип калкулозе која настаје као резултат мултифакторијалних процеса, као што су различити начини исхране и генетички детерминисани метаболички поремећаји. У патогенези стварања калцијумских каменаца учествују сложени механизми а основни су хиперкалциурија, хипероксалурија. Од овог типа камена мушкарци оболевају два пута више од жена. а најчешће се јавља између треће и пете деценије живота.
Формирају се у бубрегу код људи који храном уносе велике количине млека, често пију алкалне прашкове због сметњи са варењем или се лече витамином Д. Ови каменци настају и код стања остеолизе (растварање костију) нпр. код саркоидозе, метастаза тумора у костима, мијелома, хиперфункције паротидних жлезда (нпр. у Шегреновом синдрому), аминоацидурије, тубулској ацидози...
Калцијум-оксалатни камен се јавља у две различите форме: вевелит и веделит. Вевелит (калцијум-оксалат монохидрат) је компактан мокраћни камен, браон или црне боје. Ова формација се појављује у условима високе концентрације оксалне киселине. Међутим, високе концентрације калцијума и магнезијума фаворизују стварање веделита (калцијумоксалат дихидрат). Кристали веделита су светложуте боје и литотрипсијом се много лакше разбијају од кристала вевелита. Кристале веделита карактеришу рецидиви.
Уратно камење
После бубрежног камења, у чији састав улазе једињења калцијума, ово је најчешћа врста. Чешће се јавља код мушкараца, а код деце је редак. Велике варијације у учесталости уратног камена широм света зависе од навика у исхрани и климе, пре свега, али и од саме дефиниције уратног камена. Постоје болесници са уратним каменом без хиперурикозурије и са нормалном концентрацијом мокраћне киселине у серуму. Сматра се да је за формирање уратног камена у тим случајевима одговорна велика киселост мокраће (пХ 4,8-5,5) која је вероватно последица мањег излучивања амонијум јона.
Калцијум фосфатно камење
Најчешће настају у мокраћним инфекцијама и алкалној мокраћи и обично су удружени са струвитом или калцијум-оксалатом. Жене чешће оболевају од мушкараца. Могу бити у облику: карбонат апатит-хидроксиапатита или се појављује као брушит. Калцијум-фосфатни мокраћни камен се може јавити хиперкалциурији, хиперфосфатурији, хипоцитратурији, честим мокраћним инфекцијама и код бубрежне тубуларне ацидозе.
Струвитни каменци
Они су релативно чести и потенцијално опасни. Јављу се углавном код жена или код болесника код којих су неопходне честе катетеризације мокраћне бешике и болесника са факторима предиспозиције. Настају као последица инфекција мокраћног система бактеријама које продукују урејазу, нпр. Оне алкалинизују урин, што доводи до повољних услова за формирање струвитног камења.
Ове инфекције су најчешће срећу код људи који поседују факторе предиспозиције за инфекцију мокраћног система, као што су они са оштећењем кичмене мождине и другим неурогеним поремећајима функција мокраћне бешике, мокраћних канала, везикоуретерални рефлукс, опструктивна уропатија итд. Они се такође често виђају и у пацијената са основним метаболичким поремећајима, као што је идиопатска хиперкалциурија, хиперпаратироидизам и гихт.
Како инфекција брзо напредује, каменци могу прилично брзо да нарасту и да испуне бубрежну карлицу и најчешће формирају коралиформно камење. Захтевају хитно лечење, најчешће применом метода инвазивне хирургије, као што је нпр. перкутана нефролитотомија.
Цистинско камење
Ову врсту уролитијазе чине 1-2% бубрежних камена код одраслих, а 5-6% код деце. Код 25% болесника са цистинуријом, мокраћни камен се јавља до 15 године живота. Кристали цистина у мокраћи имају облик шестоугаоника.
- Микроскопски и макроскопски приказ дела типичних форми камена у бубрегу

## Топографски аспекти
- Према локализацији камена у мокраћном систему, разликујемо камење бубрежног паренхима, бубрежне карлице, уретера и бешике.
- Паренхимски каменци налазе се у чашицама, пијелогеним цистама, у проширеним зјаповима тубула и у папилама бубрега. 
Бубрежни тубул, који се састоји од проксималног изувијаног тубула, Хенлеове петље и дисталног изувијаног тубула протеже се од уринарног пола корпускула до лучног сабирног тубула. У њега се улива примарна мокраћа из бубрежног телашца, и процесима апсорпције и секреције образује коначна мокраћа[49]. Уколико се због нарушених процеса апсорпције у тубулима увећа концентрација коначне мокраће то погодује стварању паренхимских каменаца у овим структурама бубрега.

## Развој бубрежних колика (бола) и оштећења бубрега
Створени каменац доводи до симптома када постане толико велики да не може да се са мокраћом креће кроз уретер према мокраћној бешици. Обично је каменац величине малог зрна песка или шљунка. Како је уретер веома осетљив на истезања када на његове зидове притиска камен он га деформише и истеже што може бити веома болно. Често, људи и не знају да имају камен у бубрегу све док не осете симптоме бубрежних колика које проистичу од каменца који се заглавио било где дуж уринарног тракта. Срећом, мало камење обично прође од бубрега кроз уретер до мокраћне бешике без икаквих проблема.
Напад бубрежних колика одвија се у донекле предвидивим фазама. Бол достиже свој врхунац, у већине пацијената, у периоду од 2 часа од почетка напада. Бол грубо прати дерматоме Т-10 до S-4 (кичмене мождине), а цео ток обично траје од 3 до 18 часова. Развој бубрежне колике описује се у три клиничке фазе.
Прва фаза
Акутна или фаза почетка болести. Карактерише је типичан напад бола који почиње у раним јутарњим сатима или ноћу и буди пацијента из сна. Када започне током дана, она има лагани и подмукао ток. Бол је обично константан, све интензивнији, понекад наглашен повременим пароксизмима „страховитих” болова. Бол се може повећати до максималног интензитета за само 30 минута од почетка или може да траје и до 6 часова или дуже до врхунаца. Код типичних пацијента бол достиже максимум 1 до 2 часа након почетка напада бубрежне колике.
Друга фаза
Фаза константног бола. Када бол достигне максимални интензитет, она има тенденцију да остане константан све док не започне његов третман или се он спонтано смањи. Периода трајања константног-максималног бола зове се фаза константног напада бубрежне колике. Ова фаза обично траје 1 до 4 часа, али може трајати дуже од 12 часова у неким случајевима. Већина пацијената стижу у ЕД у овој фази напада.
Трећа фаза
Ослобађајућа фаза или фаза смањења бола. У овој завршној фази, бол се смањује прилично брзо, и пацијенти на крају доживљавају олакшање. У овој фази пацијенти могу заспати, нарочито ако су под дејством јаких аналгетика. Након буђења, пацијент примећује да је бол престао. Завршна фаза напада најчешће траје 1,5 до 3 часа.
Међутим, камен може изазвати и друге тегобе (које су описане у клиничкој слици) и друге поремећаје када блокира проток мокраће и наруши функцију бубрега тј. ограничи или блокира елиминацију нуспродуката из организма преко мокраће.

## Клиничка слика
Главни и доминантни симптом у клиничкој слици камена у бубрегу је неиздржив једнострани бол у слабинском пределу који повремено зрачи до препона или гениталне регије, и даље према унутрашњој страни бутине (види слику). Овај тип бола, који је карактеристичан за камен у бубрегу познат је под називом бубрежни грчеви или бубрежна колика. Локација и квалитет бола умногоме зависи од положај камена у мокраћном систему, а интензитет бола од степена опструкције, присуства уретералних спазма, и присуства било које инфекције. Бол се често описује и као једна од најјачих познатих болних сензације у човека Бол се обично јавља у таласима (нападима бола) који трају од 20 до 60 минута због спонтане перисталтике уретера, који контракција својих зидова покушава да протера камен у мокраћну бешику.
Упоредо са нападима колика јављају се и симптоми узнемирености, знојења, бледило коже, мучнина повраћање. Изразито јаки болови не дозвољавају болеснику да лежи у постељи. Он је принуђен да се стално креће и заузима разне положаје. Напади болова ако се не примени лечење трају неколико часова.  Нагони на мокрење су веома учестали. Болесник мокри мале количине мокраће, која је често црвена због присуства крви у њој (макрохемаатурија). Постренална азотемија, инфекција бубрега и мокраћних канала и хидронефроза могу се јавити након потпуне опструкције (прекида) протока мокраће кроз један или оба уретера и често су праћени симптоми адинамије (умор и малаксалост) повишене телесне температуре, анорексије (смањен осећај глади и апетита), дизурија (отежано мокрење са напором) и анурије (потпуни престанак или излучивање највише 50 ml мокраће на дан)

## Дијагноза
Камен у бубрегу често се прво манифестује епизодама акутних бубрежних колика или грчева. Болест обично почиње; карактеристичним слабинским болом типичне локализације (види слику), који могу да прате симптоми мучнине, повраћања и благо повишене телесне температуре. Како је клиничка слика често атипична (и дуги низ година асимптоматска), дијагнозе треба да буде подржана многим клиничким испитивањима, лабораторијским и другим тестовима и одговарајућим имиџинг (радиолошким) методама, која ће омогућити брзо постављање дијагнозе и доношење одлуке о конзервативном приступу лечењу или разматрању примене других минимално инвазивних или инвазивних метода лечења.

### Основна испитивања
Историја болести
Испитивање увек треба започети анамнезом, и у њој утврдити присуство карактеристичних симптома за ову болест (бубрежне колике, промене у мокрењу особине мокраће, промене у изгледу болесника).
Физикални преглед
У физикалном прегледу посебна пажња се обраћа:
- Изгледу болесника
- Знацима хеморагијског синдрома (због могуће руптуре-пуцања инфрареналне анеуризме аорте)
- Појава отока и високе температуре
- Болна осетљивост слабинског предела на перкусију
- Палпаторни знаци увећања бубрега, (хидронефроза)
- Стање полних органа

### Допунска испитивања

#### Лабораторијска испитивања
Испитивања мокраће
| Параметри                                                                                | 24h мокраћа | Серум                                                                |
| ---------------------------------------------------------------------------------------- | --- | -------------------------------------------------------------------- |
| - pH (дневни профил)                                                                     | < 5,8 ili >6,8 |                                                                      |
| - Специфична тежина                                                                      | >1,010 g/cm³ |                                                                      |
| - Запремина                                                                              | < 2,0 L |                                                                      |
| - Калцијум - фосфат - Мокраћна кис. - Магнезијум - Цитрат - Оксалат - Цистин - Креатинин | - >5,0 mmol/dU - >35 mmol/dU - >4,0 mmol/dU - <3,0 mmol/dU - <2,5 mmol/dU - >0,5 mmol/dU - >0,8 mmol/dU - 7,0-13,0 mmol/L(ж) - 13,0-18,0 mmol/L(м) | - 2,0-2,5 mmol/L - 0,81-1,29 mmol/L - 119-380 mmol/L - 25-100 mmol/L |

Минималан програм испитивања мокраће обухвата:
- Одређивање пХ  Вредности пХ мокраће веће од 5,8 указују на могућност постојања бубрежне тубуларне ацидозе а вредности пХ преко 7,0 на мокраћну инфекцију.
- Одређивање еритроцита, леукоцита, нитрита (тест тракама). Позитиван налаз на тест тракама за леукоците и нитрите указује такође на присуство инфекције. Уколико преглед седимента урина покаже повећан број еритроцита, могућа је механичка лезија мукозе уринарних путева услед присуства камена, инфекције или гломерулонефритиса. Повећан број леукоцита (више од 5) у седименту урина такође указује на инфекцију.
- Одређивање специфичне тежине (тест тракама/урометаром)
- Преглед седимента урина (кристалурија)

Испитивање концентрационе способности бубрега
Вредности калцијума и мокраћне киселине у серуму изнад горњих граница референтних вредности постављају сумњу на хиперпаратиреоидизам и хиперурикемију и захтевају даља метаболичка испитивања.
Концентрација азотних супстанци у крви и електролита у плазми и мокраћи
Вредности калцијума и мокраћне киселине у серуму изнад горњих граница референтних вредности постављају сумњу на хиперпаратиреоидизам и хиперурикемију и захтевају даља метаболичка испитивања.
Клиренс тестови
Бубрежни клиренс представља количину крви која се очисти од неке супстанце, тј. представља број милилитара плазме који се очисти од неке супстанце у јединици времена при проласку кроз бубреге. Јако је добар показатељ за израчунавање величине гломеруларне филтрације, бубрежног протока крви, секрецијске функције бубрега, итд .
Када напред наведене лабораторијске анализе крви и мокраће укажу на могући поремећај у морфолошком приказу бубрега, треба посумњати на акутну или хроничну болест бубрега која се дефинише на основу присуства или одсуства оштећења бубрега и нивоа бубрежне функције, независно од типа болести бубрега.
Смањена функција бубрега се дефинише као ниво креатинина у серуму ≥ 140 μmol/L или јачина гломерулске филтрација (JGF) ≤ 70 mL/min. Прогресивно и неповратно смањење јачине гломерулске филтрације (ЈГФ) одлика је хроничне слабости бубрега, која може настати и у хроничној опструкцији бубрежних канала каменцима. Када се ЈГФ смањи испод 30 mL/min, а концентрација креатинина у серуму порасте изнад 220 μmol/L, хронична бубрежна слабост убрзано напредује и доводи до неповратних промена бубрежног паренхима.
| Категорија пацијената                                | Параметри |
| ---------------------------------------------------- | --- |
| Мушкарци                                             | - (JGF) = (140 – године) • kg/(0,82 • креатинин у серуму) |
| Жене                                                 | - (JGF) = (0,85 X (140 – године) • kg/(0.82 • креатинин у серуму) |
| За пацијенте <20 година, треба користити ову формулу | - Телесна површина = kg0.425 • висина (cm)0.725 • 0,007184 - (JGF) = клиренс креатинина • 1.73 m² - Клиренс креатинина = (42,5 • висина (cm)/креатинин у серуму) (kg/70)0.07 |

Анализа састава камена
Анализа камена се ради после његове спонтане елиминације или после примењене терапије (дезинтеграције или операције). Према препорукама Комитета за здравствену заштиту (EAU), референтне методе за испитивање састава камена су инфрацрвена спектроскопија или дифракција x-зрацима. Овај програм испитивања се спроводи код свих категорија болесника са калкулозом мокраћног система, а на основу анализе параметара индикују се даља испитивања.

#### Радиолошка испитивања
Радиолошка испитивања бубрега и мокраћног система назива се урографија. Ова испитивања могу бити без убризгавања контрастног средстава (нативни снимак) или уз убризгавање контрастног средстава на различите начине (интравенска урографија, пијелографија, ретроградна урографија, инфузиона урографија). Радиолошка испитивања уз примену контрастних средстава не треба радити код болесника: са алергијом на контрастна средства, серумским креатинином >200 µmol/l, мијеломатозе и лечења метформином.
Рутинске радиолошка испитивања подразумевају:
Нативна рендгенографија
Нативни рендгенски преглед бубрега, мокраћовода и мокраћне бешике треба увек започети нативном рендгенографијом мокраћног система. То је најчешће примењивана и најједноставнија метода прегледа. Код већине болесника са каменом у бубрегу, она је и довољна метода прегледа, а уједно је и обавезни и саставни део урографије.
Осим увида у присуство, величину, облик, контуре, често и положаја бубрега, метода пружа податке о евентуалним патолошким сенкама, као што су бубрежни каменови и друге промене у пројекцији мокраћног система, које би применом јодног контрастног средства могле остати неуочене.
Ултразвучни преглед
Ултразвучни преглед бубрега је неинвазивна метода прегледа који се заснива на звучним таласима високе фреквенце који пролазе кроз ткиво бубрега и мокраћне путеве различитим брзинама, а потом враћају ка сонди и визуелизују на екрану монитора.
Иако се камење мале величине и камење у уретри може превидети, што не искључује примену нативне рендгенографије, ултразвук бубрега се сматра најбољим обликом снимања за особе код којих се избегава радијационо зрачење, на пример труднице и деца.
Екскреторна пијелографија (урографија)
Екскреторна урографија или интравенска пијелографија (ИВП) показује анатомско и функционално стање оба бубрега. Лучење контраста на страни камена може бити нормално, успорено или потпуно одсутно. Одсутно лучење контраста код калкулозне опструкције не значи неминовно губитак функције бубрега.
Компјутеризована ретроградна и антериградна пијелографија
Скенирање компјутерском томографијом омогућава снимање бубрежних структура у тродимензионалној пројекцији, па се препоручује код сумња на камен у бубрегу или код особа код којих се не могу применити јодна контрастна средства.
Сцинтиграфија
Радиолошка испитивања бубрега омогућавају откривање патоанатомских промена, присуство камена њиховог облика величине, тумефакција, итд.
- Неке од радиолошких (имиџинг) метода у дијагностици камена у бубрегу
- 1

## Диференцијална дијагноза
У диференцијалној дијагностици, камен у бубрегу треба разликовати од следећих сродних или по клиничкој слици сличних поремећаја:
| Органски систем        | Болести |
| ---------------------- | --- |
| Мокраћни систем        | • Акутни гломерулонефритис • Папиларна некроза • Пионефроза • Опструкција мокраћног система • Инфекције мокраћног система код жена • Инфекције мокраћног система код мушкараца |
| Желудачноцревни систем | • Вирусни гастроентеритис • Упала слепог црева • Билијарне колике • Холециститис • Камен у жучним путевима • Дивертикулитис • Дуоденитис • Гастритис и пептична улкусна болест • Страна тела у гастроинтестиналном систему • Илеус • Инфламаторне болести црева • Опструкције дебелог црева • Апсцес јетре • Панкреатитис • Запаљењски процеси у карлици • Страна тела у ректуму • Опструкција танког црева • Апсцес слезине |
| Остали системи         | • Абдоминални апсцес • Епидидимитис • Инфекције карлице • Анеуризма трбушне аорте • Артериовенске малформације бубрега • Тромбоза вена бубрега • Торзија (увртање) тестиса |

## Терапија

### Индикације за активно уклањање камења
Величине, локације и облик камена утиче на одлуку за оперативно лечење. Пре тога мора се проценити вероватноћа спонтане елиминације камена. Спонтано камен може проћи кроз мокраћни систем у до 80% пацијената са камењем ≤ 4 mm у пречнику. Код камења већег пречника, шанса за спонтану елиминацију су значајно смањена (1—4). У каменаца пречника од 6 до 10 mm спонтана елиминација се очекује између 10 и 53% пацијената.
Укупна стопа учесталости елиминације уретералног камена је:
- код проксималног уретералног камења: 25%
- код средишњег уретерални камења: 45%
- код дисталног уретералног камења: 70%.

Код камења чији пречник прелази 6 до 7 мм, елиминација је индикативна. Студије су показале да асимптоматско камење у бубрегу ипак на крају изазва клиничке тегобе. Каменчићи величине која је мања од 6-7 мм могу изазвати значајан бол или нелагодност.
Зато ово камење треба уклонити што пре из бубрега применом минимално инвазивних техника.

### Литотрипсија
Као што стоји у напомени десно горе, камење веће од 10 мм и неко камење у распону од 5 до 10 мм неће проћи кроз мокраћне канале. У овим случајевима, уролошка интервенција је неопходна. Уролозима је данас на располагању неколико опција за уклањање камена из мокраћног система:
| Метода                                                                 | Карактеристике |
| ---------------------------------------------------------------------- | --- |
| Екстракорпорална литотрипсија ударним таласима (ЕСВЛ)                  | Уведена је први пут у САД у праксу 1984 године. Данас је најчешћи тип литотрипсије. |
| Интракорпорална литотрипсија или уретероскопска ласерска литхотрипсија | Као метода ома има већу стопу успешности од ЕСВЛ, али и већи ризик од компликација, као што су сепса и повреде уретера. |
| Перкутана ултразвучна литотрипсија                                     | Ова метода се примењује за одстрањивање већег камења (пречника изнад 2 cm). Захтева општу или регионалну спиналну анестезију. Има високу стопу успешности - око 98% камења у бубрегу и 88% камења које је прешло у уретер може се уклонити овом методом. Учесталост компликација је у опсегу од 5% до 6%. |

#### Екстракорпорална литотрипсија ударним таласима
У последње две деценије радикално се изменио начин уклањања камена из мокраћних органа, нарочито из бубрега. Оперативни начин уклањања камена у бубрегу данас се углавном примењује за одстрањивање тзв. одливних каменаца, каменаца бубрежних чашица са стенозом вратова чашица, када се упоредо врши и корекција стенозе у могућим границама. Хируршки се уклања и камен код дистопијског бубрега (карлични положај бубрега). У свим осталим случајевима оперативни начин лечења данас је заменила метода екстракорпоралне литотрипсије ударним таласима (ESWL) који се преносе до болесника кроз водену средину (стављањем болесника у каду са водом или преко коморе са течношћу) .
| Екстракорпоралне литотрипсије ударним таласима (ESWL) - Ултразвучни таласи су учестаности изнад чујног опсега (учестаности од 0,8 до 3,5 ) - Снага таласа је 0,2 до 3 V/cm² - Површина сонде 5 cm² - Ултразвук се до пацијента преноси преко каде са водом или коморе са течношћу - Позиција камена се одређује двоструким рендгенским снимком - Високонапонско пражњење или пиезопретварач стварају ултразвучне таласе који мрве „камен” |

Екстракорпорална литотрипсија ударним таласима (ESWL) први пут је изведена у Уролошкој клиници у Минхену 1980. То је савремена метода и метода избора у лечењу камена у бубрегу. Увођењем ове методе хируршко лечење камена у бубрегу сведено је на минималан број болесника (нпр. у Србији на 1–2%). Захваљујући правилним индикацијама и адекватно примењеном поступку, као и разним ендоуролошким манипулацијама, уклањање камена овим методом је безбедно, а траума минимална, што је посебно значајно за болеснике са једним бубрегом. Екстракорпоралном литотрипсијом се одстрањују из мокраћних органа каменци различитог хемијског састава, посебно рецидивишући (понављајући).
Метода литотрипсије је поузданија у односу на хируршке интервенције, које су праћене бројним компликацијама, честим рецидивима, оштећењем функционих јединица. Њена предност је и у томе што се лакше одстрањују рецидивни каменци, као и каменци различитог хемијског састава. Ово је посебно значајно када је у питању камен у бубрегу код болесника са једним бубрегом. Метода литотрипсије је у 21. веку максимално поједностављена захваљујући усавршеној техници. Поступак се према потреби безбедно може понављати више пута и најчешће се изводи амбулантно. Број компликација је сведен на минимум и најчешће су пролазне: крвављење, лумбални бол, повраћање, пораст температуре тела, („steinstrasse”), ређе поремећаји срчаног ритма и пораст крвног притиска, а веома ретко и једна од најтежих компликација – интраренални или екстраренални хематом.
Контраиндикације за примену екстракорпоралне литотрипсије ударним таласима су: поремећај коагулације крви, манифестна туберкулоза, трудноћа, претерана гојазност, инфекција мокраћних путева. Зато се екстракорпорална литотрипсија ударним таласима користи само у случајевима рендгенски јасно видљивог камена, осим одливног или камена у дистопијском бубрегу.
Након дезинтеграције камена литотрипсијом болесницима се саветује већа физичка активност, повећан унос течности ради увећања количине излучене мокраће и лакшег измокравања (елиминације) остатака измрвљеног камена. Примена спазмолитичких лекова ординира се према потреби, а обавезно се у терапију уводе диуретици и антимикробни лекови.

#### Интракорпорална литотрипсија[92][93][94][95][96][97]
Ова методу су развили високо обучени специјалисти, који су охрабрени успехом разбијања камена у мокраћним каналима почели да изводе сличне захвате и у деловима бубрега. За разбијање камења у бубрегу овом методом данас се најчешће користи:
- Пнеуматска (балистичка) енергија - на истом принципу који се користи за разбијања асфалта
- Енергија ласерског зрачења кроз савитљиве (флексибилне) апарате; за камење мање од 2 cm, до којег се не може допрети семиригидним апаратом.

За приступ бубрегу у овој методи користе се семиригидни (получврсти) и флексибилни (савитљиви) оптички апарати. Пошто обе врсте апарата имају своје предности и мане, уколико је то могуће, идеално је комбиновати обе процедуре. Получврсти апарати омогућавају већу прегледност и погоднији су за велико камење, док савитљиви апарати лакше савлађују разне препреке које получврсти апарати нису у стању, али нису ефикасни код масивног камења.

#### Перкутана ултразвучна литотрипсија
Перкутана ултразвучна литотрипсија (ПУЛ) је минимално инвазивна метода у урологији, која подразумева употребу крутог инструмента сличног цистоскопу. Кроз минимални хируршки рез дужине пола сантиметра на кожи слабине улази се инструментом у бубрежну карлицу и механички разбија камен који је недоступан другим апаратима. Каменци се дезинтегришу (уситњавају) преко малог ултразвучног трансдусера како би се његови делови потом кроз инструмент директно могли уклонити. Најчешћи приступ локалитету камена у бубрегу у току ПУЛ-а у пракси је леђни чашични приступ преко доњег пола бубрега. 
Највећи број бубрежног камења може се уклонити применом перкутане литотрипсије. Међутим, ако је терапеутима на располагању апарат за ЕСВЛ, перкутану ултразвучну литотрипсију треба користити само уколико постоји вероватноћа да ће исход интервенције после ЕСВЛ бити неповољнији.
Иако је ПУЛ минимално инвазивна метода, она је ипак спада у хируршке процедуре. Да би се избегле евентуалне компликације, пре интервенције пацијент мора бити свестрано анатомски и клинички сагледан. Поред стандардних дијагностичких процедура (нативни рендген снимак трбушних органа, бубрега, уретера и мокраћне бешике), приликом планирања и одређивања места приступа камену, како би се постигла већа вероватноћа успеха интервенције, обавезно се ради и интравенска урографија (ИВУ) или компјутеризована томографија (ЦТ) мокраћног система и трбуха. Такође, поред процедуралне сонографије и флуороскопије бубрега и околних структура, током припреме за хируршку интервенцију се препоручује и:
- утврђивање оптималног места приступа камену на основу његове позиције у бубрегу (вентрални или леђни)
- провера да се околни органи поред или око бубрега (нпр. слезина, јетра, дебело црево, плућна марамица, плућа) не налазе на планираном перкутаном путу инструмента до камена[101][102]

### Отворена хирургија у лечењу камена
Раније се камен у бубрегу масовно уклањао методом операције на отвореном трбуху. Са напретком ЕСВЛ и ендоуроскопске хирургије (ИКЛ и ПУЛ), значајно је смањен број потребних отворених хируршких интервенција и оне се примењују у свега 1,0 до 5,4% случајева, према најновијим извештајима из центара са опремом, стручним кадром и вишегодишњим искуством у хируршком лечењу.

## Превенција и прогноза

### Превентивно лечење
Превентивно лечење, пре свега пацијената са калцијумским камењем, треба почети конзервативним мерама. Фармаколошки третман, лековима, требало би укључити у терапију једино ако конзервативно лечење затаји. У склопу превентивног лечења болесницима се пре свега саветује, регулисање уноса течности и дијетална исхрана.
Регулисање уноса течности
- Унос велике количине течности, независно од састава камена, најважнији је и уједно примарни облик превенције.
- Ако је болесник просечна одрасла особа, унос течности унутар 24 часа мора бити такав, да се оствари дневни волумен мокраће који премашује 2.000 ml (што уједно служи као водич за неопходан степен разређења мокраће)
- Унос течности мора бити једнако распоређен током 24 часовног периода, при чему треба посебну пажњу посветити периодима необично великог губитка течности.[108]

Дијетална исхрана
Дијета код камена у бубрегу требало би да се води уобичајеним начином исхране (мешана балансирана дијета са учешћем свих нутритивних група) уз избегавање претераног уноса хране.
- Унос воћа и поврћа треба повећати због корисних ефеката биљних влакана, уз избегавање воћа и поврћа богатог оксалатима (нпр. пшеничних мекиња, спанаћа, лешника, лишћа чаја итд.), посебно код болесника код којих је уочен висок ниво измокрених оксалата. Храна богата калијумом, нарочито воће и поврће, може да има позитиван утицај у превенцији камена у бубрегу. Редован унос воћа и поврћа може да смањи ризик од формирања камена од калцијум оксалата, нарочито код особа које су га раније мало користиле у исхрани. Сматра се да је овај позитиван утицај првенствено последица повећаног излучивања цитрата.
- Унос витамина Ц у дозама до 4 g дневно је без високог ризика за формирање камена. Велике дозе витамина Ц треба избегавати јер повећавају ризик од настанка камена у бубрегу. Како је дневна потребна доза овог витамина 50-80 mg, једна до две поморанџе или лимуна дневно је више него довољне да организам заштите од вируса, бактерија, али и развоја камена у бубрегу.
- Иако је недовољно истражен допринос исхране сиромашне натријумом у превенцији камена у бубрегу, она је саставни део режима за који се показало да смањује појаву новог камења. Бубрезима генерално, не прија кухињска со и оптерећује их ако морају да елиминишу велику количину натријум хлорида. Унос соли је код већине болесника многоструко већи од потребног. Ако је препоручени дневни унос кухињске соли максимално пет грама, то је према бројним истраживања готово двоструко мање од онога што конзумира већина здравих особа.
- Животињске протеине не треба узимати у претераним количинама. Њихов унос треба ограничити на 150 mg/дневно.
- Унос калцијума не треба ограничити, изузев уколико за то постоји веома јак разлог. Исхрана сиромашна калцијумом може чак да има негативне ефекте по здравље пацијента који се могу манифестовати у смањењу густине костију и могућим спонтаним преломима. Како су минималне дневне потребе за калцијумом 800 mg општа препорука је да унос калцијума буде до 1.000 mg/дневно. Суплементи калцијума нису препоручљиви осим у ентеричној хипероксалурији где се додатни калцијум треба унети са оброком.[109]
- Код болесника са хиперурикозуријом унос хране богате уратима (напр. телетина, јетра, бубрези, кожа живине, харинге са кожом, сардине, сарделе) требало би ограничити, као и у болесника са камењем састављеног од мокраћне киселине.

### Поновно јављање болести
Мада је у последњих неколико деценија начињен значајан напредак у лечењу камена у бубрегу применом мање инвазивних метода, ризик од поновне појаве камена (рецидива) је остао и даље висок, јавља се код 50 до 100% нелечених и 10 до 15% лечених болесника. У Европи појава каменаца на годишњем нивоу износи око 0,5 процената, са просечном преваленцом од 4 до 10%, док је учесталост рекурентних случајева, односно случајева поновног стварања камена у бубрегу јавља код чак 70-80% болесника.
Најчешће је каменац од калцијума (око 75%) и он се најчешће поново појављује (рецидивира). Ризик од поновог стварања камена у бубрегу расте са старошћу болесника и са дужином праћења болести. Највећи ризик је у прве четири године након појаве примарног (или првог) камена. Код више од 50% болесника са рекурентним калцијумским каменцима у бубрегу, камен се само још једном поново формира, док око 10% болесника има више од 3 рекурентне (поновљене) епизоде.
Новоформирани камен у мокраћном систему значајно отежава клиничку слику и еволуцију болести, јер повећава могућност развоја артеријске хипертензије, док код 20% болесника долази до развоја хроничне бубрежне слабости. Висок проценат рецидива, поред тога што је терапијски проблем, указује и на непотпуно утврђену етиологију болести, као и на неадекватну примену мера превенције. Зато је правилна клиничка евалуација пацијената са каменом у бубрегу од непроцењивог значаја.
Висока стопа рецидива камена у бубрегу даје јаке аргументе за редовно праћење радиолошким снимцима (имиџинг), које би код асимптоматских пацијената идеално било обављати на сваких две до пет година. Код пацијената са честим рецидивима камена у историји болести или знатно пре тежег оштећења здравља у претходним епизодама са каменом, треба увек размотрити примену ригорознијег радиолошког праћења. Асимптоматска калкулоза бубрега треба да буде под имиџинг надзором, идеално, на годишњем нивоу, све док се након вишегодишњег праћења не констатује престанак развоја болести. Ограничено излагање зрачењу пацијента током програма праћења развоја камена, мора бити императив и разумна опција за избор методе између радиолошких снимака или ултразвучног прегледа бубрега. Поновно појављивање камена у бубрегу, или прогресија асимптоматског бубрежног калкулуса под надзором, захтева и понављање метаболичких анализа, потребних за оптимизацију превентивне стратегије, којом би се правовремено уочили значајнији метаболички поремећаји, који нису примећени током претходне процене.